# British Chamber of Commerce in Germany

BCCG

Die British Chamber of Commerce in Germany e. V. (BCCG, Britische Handelskammer in Deutschland e. V.) ist eine privatfinanzierte Organisation ohne Gewinnerzielungsabsicht. Sie wurde 1919 in Köln und 1921 in Hamburg gegründet, Anfang der 1930er Jahre geschlossen und 1960 in Köln/Bonn wieder gegründet. Schirmherr ist der britische Botschafter.

## Organisation
Zu den Mitgliedern zählen ca. 1.000 Firmen und Selbständige, von denen ca. 11 % Fördermitglieder (Sustaining Members) sind. Darüber hinaus ist eine Anzahl junger Mitglieder (bis 40 Jahre) in der Gruppe Young BCCG vernetzt. Das Netzwerk umfasst über 4.000 persönliche Ansprechpartner. Die BCCG ist die größte britische Handelskammer in Europa, und die zweitgrößte internationale Handelskammer in Deutschland.

## BCCG-Regionen
Die zehn von ehrenamtlichen Vorsitzenden geleiteten BCCG-Regionen unterstützen das Netzwerk der Mitglieder und der Young BCCG bundesweit und in Großbritannien:
- Baden-Württemberg (Stuttgart), Vorsitzender Reiner Kunz
- Bayern (München), Vorsitzender Christian Schulz
- Berlin/Brandenburg (Berlin), Vorsitzender Ilka Hartmann,
- - in Berlin zusätzlich Young BCCG, Vorsitzender Felix Klein
- Bremen/Niedersachsen (Bremen), Co-Vorsitzende Ubbo Oltmanns, Henning Thiele
- Hamburg/Norddeutschland (Hamburg), Vorsitzender Rainer Giersch
- Nordrhein-Westfalen (Düsseldorf/Köln), Vorsitzender Guy Street
- Rhein-Main (Frankfurt), Vorsitzender Frank Scheidig
- Sachsen (Dresden/Leipzig), Vorsitzender Michael Bätz
- Sachsen-Anhalt/Thüringen (Halle/Erfurt), Vorsitzender Michael Bätz
- United Kingdom (London), Vorsitzender Christian Kiock

Die BCCG hat ihren Sitz in Berlin. Die dortige Geschäftsführung ist für die Betreuung der Mitglieder und die Organisation bundesweiter Veranstaltungen verantwortlich.

## Veranstaltungen
Die BCCG und die Regionen führen jährlich ca. 100 Veranstaltungen durch, die Gelegenheit zum Austausch und zur Anbahnung und Pflege von Kontakten bieten. Die BCCG ist bei den Veranstaltungen eine neutrale Plattform für Themen und Redner.
Die unterschiedlichen Schwerpunkte der Veranstaltungen orientieren sich an aktuellen Themen. Diese bieten Mitgliedern und Gästen die Möglichkeit, eigene Fragestellungen im Licht der aktuellen Themen zu diskutieren. Mitglieder und Gäste sind willkommen.

## Handelsbeziehungen mit Großbritannien
Britisch-deutsche Handels- und Wirtschaftsbeziehungen gehören zu den wichtigsten in Europa. Das britisch-deutsche Handelsvolumen ist mit ca. 177 Mrd. Euro das drittgrößte in der EU und eines der größten in der Welt (2016). Das UK-Exportvolumen nach Deutschland betrug in Waren ca. 38 Mrd. Euro. Das deutsche Exportvolumen nach UK betrug ca. 92 Mrd. Euro, das Dienstleistungs-Handelsvolumen betrug 46 Mrd. Euro, davon UK nach Deutschland 22 Mrd., Deutschland nach UK 24 Mrd.

## Ehrenamtliche Mandats- und Funktionsträger
- Schirmherrin: Jill Gallard CMG, H M Ambassador, Berlin.
- Präsident: Michael Schmidt.
- Vizepräsidenten: David Marsh CBE, OMFIF Ltd, London; Gerd W. Stürz, Ernst & Young GmbH, Wirtschaftsprüfungsgesellschaft, Steuerberatungsgesellschaft, Düsseldorf/Köln.
- Schatzmeister & Vize-Präsident: Gertrud R. Bergmann, RBS RoeverBroennerSusatMazars GmbH & Co. KG, Wirtschaftsprüfungsgesellschaft, Steuerberatungsgesellschaft, Berlin.

## BCCG-Publikationen
Die BCCG veröffentlicht jeweils im Mai ein Jahrbuch mit dem Mitgliederverzeichnis und weiteren Artikeln zu wirtschaftlichen Themen, das den Mitgliedern zugesandt wird. Darüber hinaus wird im Dezember das BCCG Bulletin publiziert, eine Mitgliederzeitschrift mit Fachartikeln zu Themen u. a. aus Wirtschaft, Recht und Steuern. Außerdem werden die Mitglieder und persönlichen Kontakte (über 4000) regelmäßig mit dem BCCG E-News Update per E-Mail über Veranstaltungen und Kurznachrichten der Mitglieder informiert.

## BCCG Foundation
Die BCCG Foundation (BCCG-Stiftung) wurde 1983 von Mitgliedern der BCCG gegründet und mit einem Stiftungsbetrag ausgestattet, um den bilateralen Studienaustausch zu fördern. Sie wird ehrenamtlich unabhängig von der BCCG geleitet. Mit den Einnahmen aus Spendengeldern der Mitglieder und Unterstützer der BCCG werden jährlich Studenten mit Master-Studiengängen in Deutschland oder Großbritannien unterstützt. In den letzten 30 Jahren sind so durchschnittlich 5 Studenten im Jahr gefördert worden.